# Cochochi
Cochochi és una pel·lícula mexicana dramàtica de 2007 dirigida per Israel Cárdenas i Laura Amelia Guzmán; protagonitzada per Luis Antonio Lerma Torres i Evaristo Corpus Lerma Torres. La pel·lícula conta la peripècia de dos germans d'origen indígena de la Sierra Tarahumara en el nord-oest de Mèxic que s'acaben de graduar de l'escola primària.

## Argument
Al nord de Mèxic està situat la vall d'Okochochi. És la terra dels raramuri, una comunitat indígena que lluita per mantenir vives la seva llengua, cultura, creences i tradicions.
Els germans Evaristo i Luis Antonio són dos nens pertanyents a aquesta comunitat. Un dia, la seva família rep l'avís que un dels seus familiars es troba malalt i necessita unes medicines. Aquest parent viu a l'altre costat de la vall i els nens són els que emprenen el viatge a lloms d'un cavall per a portar-les-hi. El cavall és del seu avi i és la seva possessió més preuada. En un moment de descuit l'animal se'ls escapa i els nois tracten per tots els mitjans de recuperar-lo.

## Repartiment
- Luis Antonio Lerma Torres (Tony)
- Evaristo Corpus Lerma Torres (Evaristo)
- José Ignacio Torres Rodríguez (Nacho)
- José Ángel Torres Rodríguez (José Ángel)
- Luis Alfredo Villalobos Nevares (Luis)
- Cristóbal Nevares (Cristóbal)
- Manuela Torres (Manuela)
- Luis Marcial Bernardino Torres (Marcial Bernardino)
- María Rosa Rodríguez (novia de Tony)
- Silverio Villalobos (Silverio)

## Producció i recepció
La pel·lícula fou dorada en sis setmanes per un grup de dotze actors no professionals a la ranxeria Cochochi de San Ignacio de Arareco (estat de Chihuahua), amb un pressupost de 100.000 pesos mexicans i parlada en rarámuri. Fou exhibida per primer cop en la secció Horitzons de la 64a Mostra Internacional de Cinema de Venècia el 3 de setembre de 2007. Posteriorment ho fou al Festival Internacional de Cinema de Toronto i al Festival Internacional de Cinema de Morelia.

## Premis i nominacions
- En la L edició dels Premis Ariel fou nominada a la millor opera prima i al millor guió original.[8]
- Al Festival de Gramado va guanyar el Kikito d'Or a la millor pel·lícula, a la millor qualitat artística i excel·lència tècnica.[9]
- Va guanyar el premi FIPRESCI al Festival de Cinema de Gijón.[10]
- Premi Discovery al Festival Internacional de Cinema de Toronto de 2007.[11]
- Gran Premi del Jurat al Festival de Cinema de Miami de 2008.
- Gran premi a la millor pel·lícula al Festival de Cinema Llatinoamericà de Tolosa de Llenguadoc de 2008